# Cleora perstricta
Cleora perstricta là một loài bướm đêm trong họ Geometridae.